# 美诺篇
《美诺篇》，是柏拉图记载的苏格拉底对话录，以苏格拉底对话体写成。其试图确定德行（virtue）的定义。是德行的本质定义，而非某些特定的美德（如正义与节制等）。目标在于一个普适的定义，适用于一切特定的德行。

## 簡介

### 开篇
- 美诺向苏格拉底请教：「德行是什么？」
- 苏格拉底一如既往地回答：「不知道。」
- 美诺便列举了很多类型的例子：男人德、女人德、奴隶德、儿童德等。苏格拉底并不接受这些解说。他想知道，到底是什么特性（quality）使得这些行为被称做德行。

### 对话继续
- 苏格拉底同美诺列举了很多的具体的特定的德行。但他们还是找不到一个共性，能够定义或者区分德行。不得已，美诺只得用“善（good）”（道德意义上的善）作为定义。
- 苏格拉底质疑这个定义，因而提出：「没人有意为恶，大家都想为善。」美诺补充：「善（good）源自正道(right way)」，所以只要钱财来自合理的途径（just way），富裕也是善的。
- 苏格拉底指出了这里的循环定义：「善来自于善途。」
- 美诺放弃了他的论断，说：「我的思想和语言都太迟钝了，我不知道如何回应你。此前，我们关于善，说了很多，也谈及很多好人，我认为，现在我已说不出何为善。」
- 美诺随后提出了一个认识论的问题：「苏格拉底啊，你当如何探究未知？以何为前提？如果你已获知，你如何知道这就是你以前所不知道的？换句话说：倘若不知真相为何，如何确知自己得知真相？」
- 苏格拉底提出：「所有知识的获取，基于记忆的现实，我们从来没有真的学会什么（learn anything）。我们已经知道了，只是需要一些提示。」
- 这一理论有一著名例子：「Socrates, through gentle prodding of one of Meno's slaves, elicits a simple geometrical theorem from the boy, though the boy had not before even considered the matter.」
- 既然没人真的学到什么，也就没有学生和老师，善也就无法被传授。这意味着美诺必须自己定义善。
- 美诺以苏格拉底之言为结论：「美诺，结论在于，善之为善，是神的天赋赐礼。我们永远无法知道极致真理，除非我们深入揭示了善的确切本质。或许来日我们尚可求问与神：善如何给定？我怕是必须离开了，你得说服你自己，说服我们的朋友阿尼图斯（Anytus）让他别那么大的火气。如果你能这样地安慰他，这是有益于雅典人民的。」